# Vladyslava Aleksiïva
Vladyslava Antonivna Aleksiïva (en ukrainien : Владислава Анто́нівна Алексі́їва), née le 29 mai 2001 dans l'oblast de Kharkiv, est une nageuse synchronisée ukrainienne.

## Biographie
Elle est la sœur jumelle de la nageuse synchronisée Maryna Aleksiïva.

## Palmarès

### Championnats du monde
- Championnats du monde 2022 à Budapest :
  -  Médaille d'or en combiné.
  -  Médaille de bronze en duo.

- Championnats du monde 2019 à Gwangju :
  -  Médaille d'or en highlight.
  -  Médaille de bronze par équipe libre.
  -  Médaille de bronze en combiné.
  -  Médaille de bronze par équipe technique.
- Championnats du monde 2017 à Budapest :
  -  Médaille d'argent en combiné.
  -  Médaille de bronze par équipe libre.

### Championnats d'Europe
- Championnats d'Europe 2022 à Rome :
  -  Médaille d'or par équipe technique.

- Championnats d'Europe 2020 à Budapest :
  -  Médaille d'or par équipe libre.
  -  Médaille d'or en combiné.
  -  Médaille d'or en highlight.
  -  Médaille d'argent par équipe technique.
- Championnats d'Europe 2018 à Glasgow :
  -  Médaille d'or en combiné.
  -  Médaille d'argent par équipe technique.

### Jeux européens
- Jeux européens de 2023 à Oświęcim :
  -  Médaille d'argent en duo libre.
  -  Médaille d'argent par équipe acrobatique.